# Ndonga Linena (Wahlkreis)
Ndonga Linena ist ein Wahlkreis in der Region Kavango-Ost in Namibia. Er hat fast 15.000 Einwohner (Stand 2023) auf einer Fläche von 2850 km². Wahlkreissitz ist die gleichnamige Ansiedlung Ndonga Linena.

## Wahlen
| Wahl | Name            | Partei | Stimmenanteil |
| ---- | --------------- | ------ | ------------- |
| 2015 | Petrus Kavhura  | SWAPO  | 92,1 %        |
| 2020 | Michael Kampota | SWAPO  | 45,9 %        |